# 2020 en Turquie
Cet article présente les faits marquants de l'année 2020 en Turquie.

## Évènements
- 24 janvier : un séisme dans la province d’Elâzığ fait au moins 41 morts.
- Au cours du mois de février 2020, l'Offensive de Maarat al-Nouman et Saraqeb lancée par le gouvernement syrien provoque des heurts directs et indirects entre l'Armée syrienne et les Forces armées turques, ce qui augmente encore plus l'implication militaire de la Turquie dans la Guerre civile syrienne.
- 4 et 5 février : avalanches meurtrières dans la province de Van provoquant 41 morts.
- 5 février : accident du vol 2193 Pegasus Airlines à l'aéroport international Sabiha-Gökçen d'Istanbul.
- 23 février : un séisme à la frontière irano-turque provoque 9 morts et 37 blessés (dont huit dans un état critique selon le ministre turc de l'Intérieur Süleyman Soylu) en Turquie, et au moins 69 blessés en Iran[1].
- 24 juillet : la première prière musulmane en 86 ans est dite à Sainte-Sophie, à Istanbul, après une décision du Conseil d'État turc d'en faire à nouveau une mosquée et non plus un musée.
- 30 octobre : un séisme en mer Égée, à proximité d'Izmir, fait plus de cent morts.